# 2036 Sheragul
2036 Sheragul (1973 SY2) là một tiểu hành tinh vành đai chính được phát hiện ngày 22 tháng 9 năm 1973 bởi N. Chernykh ở Nauchnyj.